# 김승한 (축구 선수)
김승한(한국 한자: 金昇漢, 1974년 5월 11일 ~ )은 대한민국의 전 축구 선수이며, 포지션은 미드필더였다.